# Ubatubesia
Genre
Synonymes
- Ubatubesiopsis Soares & Soares, 1954

Ubatubesia est un genre d'opilions laniatores de la famille des Gonyleptidae.

## Distribution
Les espèces de ce genre sont endémiques  du Brésil. Elles se rencontrent dans les États de São Paulo et de Rio de Janeiro.

## Liste des espèces
Selon World Catalogue of Opiliones (15/09/2021) :
- Ubatubesia amplicoxae Pinto-da-Rocha, 2000
- Ubatubesia oliverioi Soares, 1945
- Ubatubesia rabelloi (Soares & Soares, 1954)

## Publication originale
- Soares, 1945  : « Opiliões de Ubatuba coligidos pelo sr. A. Zoppei. » Boletim da Indústria Animal, vol. 7, p. 85–96.